# Sergio Escudero (ur. 1989)
Sergio Escudero Palomo (ur. 2 września 1989 w Valladolid) – hiszpański piłkarz grający na pozycji obrońcy. Obecnie jest zawodnikiem Valladolid. W przeszłości występował w Realu Murcia, Sevilla FC i w Granada CF.